# Transtorno global do desenvolvimento sem outra especificação
Perturbação global do desenvolvimento sem outra especificação (PGD-SOE), transtorno global do desenvolvimento sem outra especificação (TGD-SOE) (também usada a sigla em inglês PDD-NOS de Pervasive Developmental Disorder - Not Otherwise Specified), é um Transtorno do Espectro do Autismo (TEA), conforme classifica a quinta versão (2013) do Manual de Diagnóstico e Estatística dos Transtornos Mentais, o DSM-5.
O PDD-NOS é um diagnóstico para pessoas bem encaixadas no quadro de transtorno global do desenvolvimento, mas que não podem ser categorizadas por nenhuma outra desordem. Geralmente é mais brando que o autismo e tem sintomas similares aos do autismo, com alguns sintomas presentes e outros ausentes.
Não há consenso sobre os limites que separam o PDD-NOS e as condições não-autistas.